# Marcin Wawruk
Marcin Wawruk (ur. 1963) – polski chórmistrz, aranżer, producent płytowy; specjalizuje się w prowadzeniu kameralnych zespołów wokalnych (obecny zespół wokalny ProForma), prowadzi warsztaty wokalne i piosenkarskie, jest profesorem w Katedrze Muzyki Uniwersytetu Warmińsko-Mazurskiego w Olsztynie oraz Podyplomowego Studium Emisji Głosu w Bydgoszczy. Miarą skuteczności jego metody wokalnej są liczne nagrody zespołu ProForma zdobyte na konkursach chóralnych, a także osiągnięcia małoletnich uczestników jego warsztatów w konkursach piosenki dziecięcej oraz w programie TVP „Szansa na sukces”.
Był też nauczycielem śpiewu podczas pierwszej polskiej edycji reality show Fabryka Gwiazd.
Współpracował z wieloma gwiazdami polskiej estrady: m.in. z Marylą Rodowicz, Urszulą Dudziak, Krzesimirem Dębskim, Leszkiem Możdżerem, Markiem Bałatą, Krzysztofem Krawczykiem, Norbim, Marcinem Jędrychem.
Brał udział w nagraniu 14 płyt CD jako producent, autor, aranżer i wykonawca. Jest również współautorem zbiorku utworów dla dzieci na skrzypce i fortepian „Skrzypiące Nutki” (PWM). Dzięki przebojom Norbiego został laureatem nagrody polskiego przemysłu muzycznego „Fryderyk ’97”.
Jest laureatem kilkunastu krajowych i międzynarodowych konkursów chóralnych oraz nagród i wyróżnień przyznanych przez władze regionu warmińsko-mazurskiego. Został uhonorowany w 2006 odznaką „Zasłużony dla kultury polskiej”.